# A-395
La A-395 è una strada della Spagna nella comunità autonoma dell'Andalusia e della Provincia di Granada. La via di comunicazione è divisa in due tratti separati.
La Ronda Sur di Granada che costeggia la periferia sud della città (quartiere del Zaidín-Vergeles) dal collegamento con la A-44 fino ai tunnel del Serrallo; questo costituisce la principale possibilità di accesso all'Alhambra. In questo tratto trafficato circolano una media di 67.000 vetture al giorno.
Nella sezione dei tunnel del Serrallo si converte in una strada da un'unica corsia per senso di marcia
che arriva alle stazioni sciistiche della Sierra Nevada, qui salendo fino alla quota record di 3.367 metri s.l.m. la rende la strada asfaltata più alta d'Europa, appena sotto la vetta del Pico del Veleta, situata ad appena 25 metri più in alto.